# Hotel The Artist
El Hotel The Artist, antes conocido como Hotel Domine, es un hotel de cinco estrellas situado en la Alameda de Mazarredo de la villa de Bilbao, en su confluencia con el puente de la Salve junto a la Ría, frente al museo Guggenheim, y próximo a la avenida Abandoibarra.

## Historia
Fue construido en 2002. Su autoría correspondió al Estudio de arquitectura Iñaki Aurrekoetxea & bazkideak IA+B y su diseño interior a Javier Mariscal y Fernando Salas. Sin embargo, el hotel sufrió una renovación para transformarse en un hotel moderno con un diseño más relajado. Su reforma integral realizada en el año 2017 por el estudio Foraster Arquitectos adapta este establecimiento hotelero a los nuevos tiempos manteniendo las señas de identidad que Mariscal y Salas le dieron en su construcción hacía quince años.
El hotel cuenta con 145 habitaciones, de las cuales 10 son lujosas suites. El hotel también posee dos restaurantes (Beltz y Le Café), el Sixty-One Lobby Bar, terraza en la azotea del hotel con vistas del Guggenheim, un amplio y versátil espacio para reuniones (con una capacidad máxima de 500 asistentes) y un área wellness con sauna, baño turco y un amplio gimnasio con vistas.
Hotel The Artist pertenece a la colección L.V.X. de Preferred Hotels & Resorts.

## Galería de imágenes

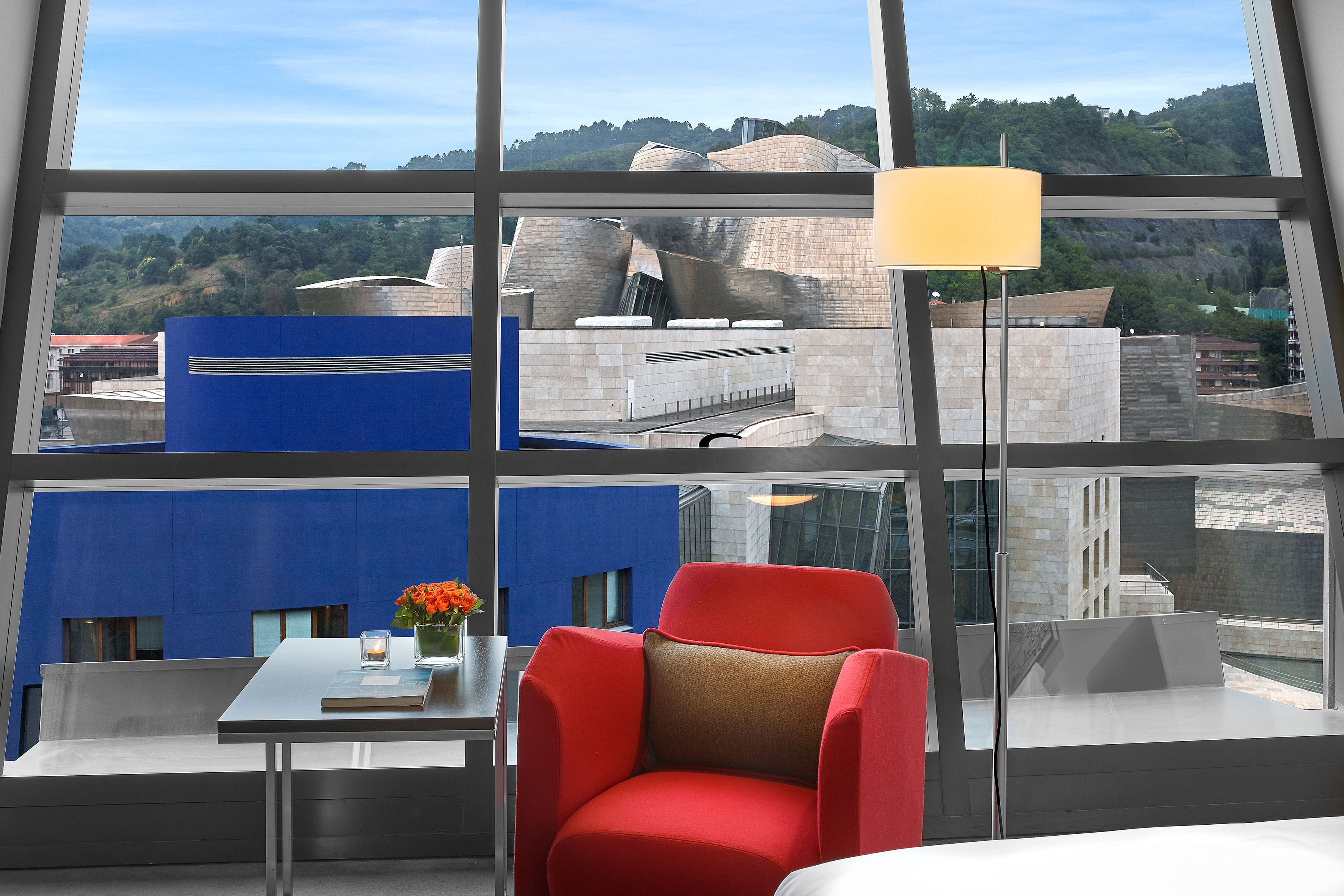
Vistas al Guggenheim
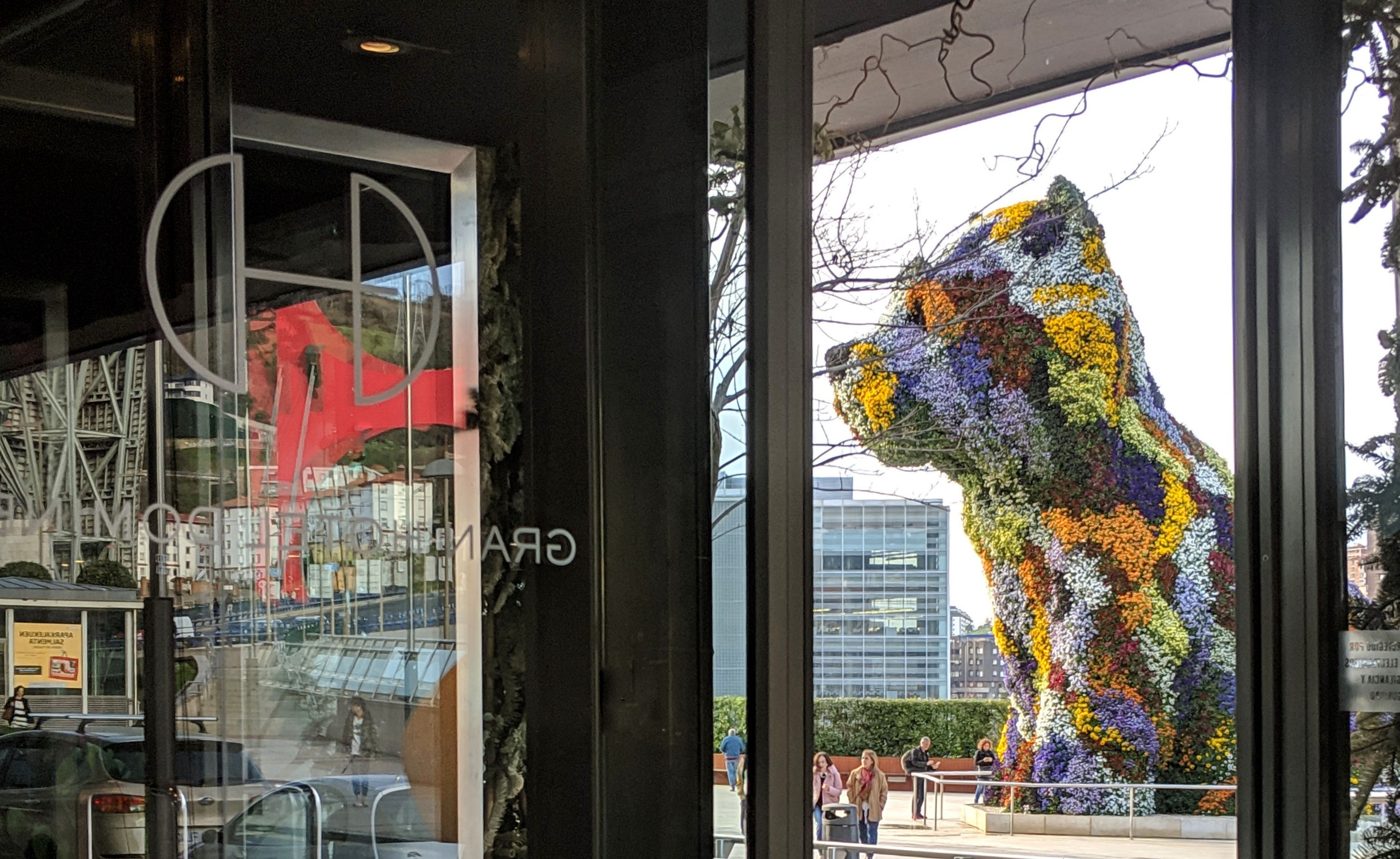
Le Café con vistas a Puppy
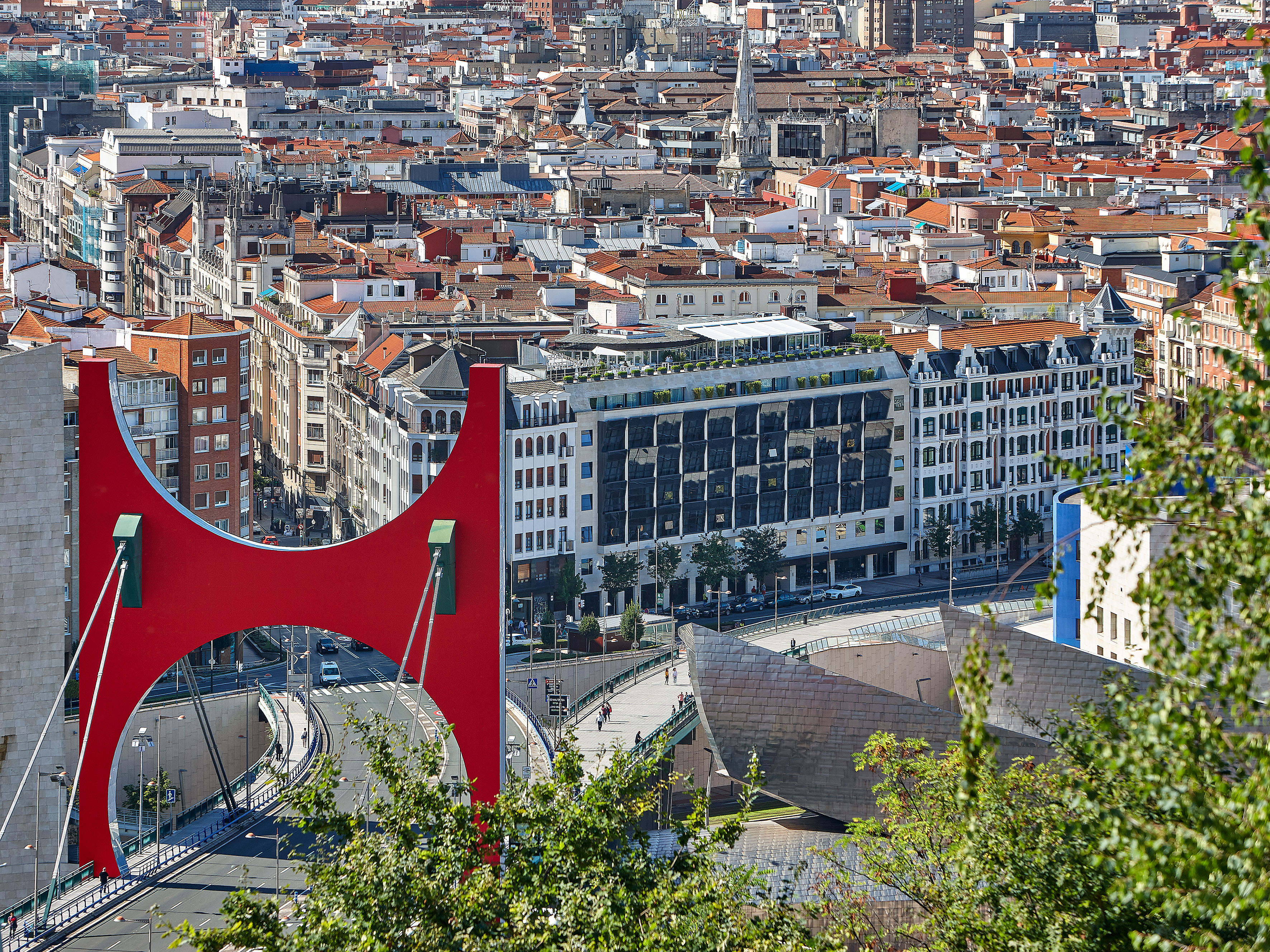
Vista panorámica
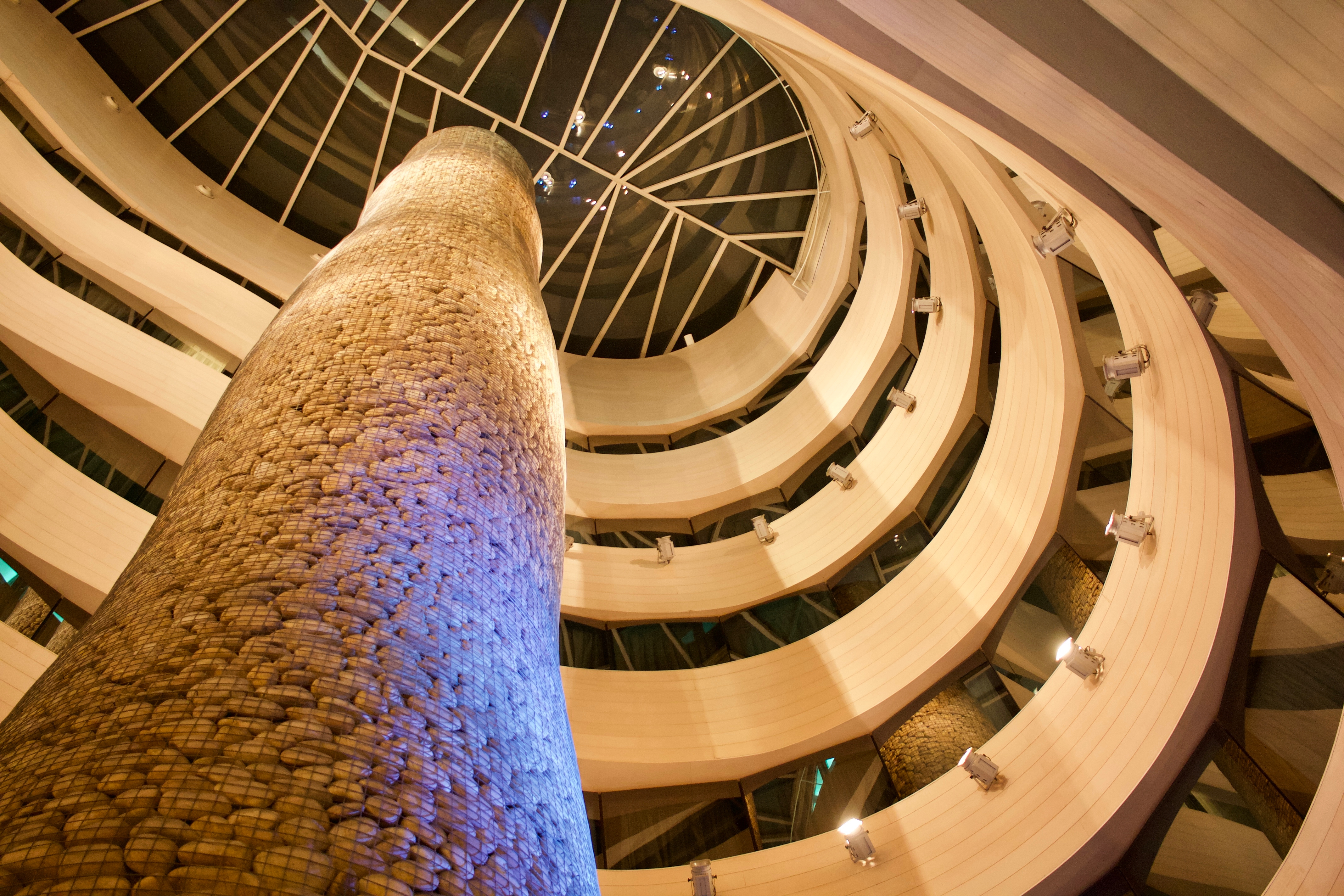
Atrio

## Comunicaciones
- Estación de Guggenheim del tranvía de Bilbao.
- Estación de Moyua del metro de Bilbao.

## Edificios y ubicaciones adyacentes
- Museo Guggenheim Bilbao
- Puppy